# Buglio in Monte
Buglio in Monte (Böi in dialetto valtellinese) è un comune italiano di 2 037 abitanti della provincia di Sondrio in Lombardia.
È situato ad ovest del capoluogo di provincia. Il comune è situato nei pressi delle Alpi Retiche, ed è conosciuto per i suoi terrazzamenti, è noto infatti come "Terrazzo del Sole". Fanno parte del comune le frazioni Villapinta, Bugo, Ronco ed Ere.

## Storia

### Simboli
Lo stemma comunale e il gonfalone sono stati concessi con decreto del presidente della Repubblica del 5 aprile 1995.
Il gonfalone è un drappo di bianco.

## Società

### Evoluzione demografica
Abitanti censiti

## Amministrazione
| Periodo        | Periodo        | Primo cittadino           | Partito                         | Carica  | Note  |
| -------------- | -------------- | ------------------------- | ------------------------------- | ------- | ----- |
| 25 maggio 2014 | 26 maggio 2019 | Valter Sterlocchi         | Lega Nord - Lista civica        | Sindaco | [ 8 ] |
| 26 maggio 2019 | 9 giugno 2024  | Valter Sterlocchi         | Lista civica Insieme per Buglio | Sindaco | [ 8 ] |
| 9 giugno 2024  | in carica      | Antonio Cristian Azzalini | Lista civica Siamo Buglio       | Sindaco | [ 8 ] |